# Bjerringbro Sogn
Bjerringbro Sogn er et sogn i Viborg Østre Provsti (Viborg Stift). 
Bjerringbro Sogn blev oprettet 1. juli 1923 og var udskilt fra Bjerring Sogn og Hjermind Sogn, som hørte til Middelsom Herred, og Gullev Sogn, som hørte til Houlbjerg Herred. Begge herreder lå i Viborg Amt.
Bjerringbro sognekommune blev dannet i begyndelsen af 1950'erne ved sammenlægning af Hjermind-Lee-Hjorthede sognekommune og Bjerring Sogn fra Bjerring-Mammen sognekommune. Bjerringbro sognekommune blev ved kommunalreformen i 1970 kernen i Bjerringbro Kommune, som ved strukturreformen i 2007 indgik i Viborg Kommune.
I Bjerringbro Sogn ligger Bjerringbro Kirke.
I sognet findes følgende autoriserede stednavne:
- Bjerringbro (bebyggelse)
- Hesselbjerg (bebyggelse)
- Hjermind (bebyggelse, ejerlav)
- Hjermind Skov (areal)
- Sønderbro (bebyggelse)
- Tavlgårde (bebyggelse, ejerlav)